# Анна Маргарита фон Гаугвітц
Анна Маргарита фон Гаугвітц (швед. Anna Margareta von Haugwitz, нім. Anna Margareta von Haugwitz; 16 січня 1622, Кальбе (Заале) — 20 березня 1673, Стокгольм) — німецька графиня, дружина шведського державного діяча та воєначальника Карла-Густава Врангеля.
Анна Маргарита походила з бідного німецького дворянства. Її батько помер, коли їй було чотири, а під час розорення її рідного міста католицькими військами осиротіла. У 1630 їй вдалося знайти притулок у католицьких черниць в монастирі. Потім потрапила під опіку родички матері, графині Елізабет Джуліан Банер і її чоловіка Юхана Банера, які побоювалися, що католики вмовлять Анну відректися від протестантизму. Незабаром Анна Маргарита зустрілися із Карлом Густавом Врангелем, членом найпотужнішого шведського дворянства, у шведському військовому таборі, закохалася й одружилася з ним по любові в 1640 році. Стосунки подружжя описані як щасливі. Анна Маргарита народила в шлюбі з 1641 по 1665 тринадцять дітей. Тільки три дочки дожили до дорослого віку.
Фон Гаугвіц пожертвувала у своєму заповіті суму грошей в рідне місто Кальбе (Заале), які щороку мали розподілятися нужденним у її день народження.
Після тривалої хвороби померла в 1673 році, її чоловік на рік пізніше.